# Asura ocellata
Asura ocellata är en fjärilsart som beskrevs av Alfred Ernest Wileman. Asura ocellata ingår i släktet Asura och familjen björnspinnare. Inga underarter finns listade i Catalogue of Life.